# Anna Le Moine
Anna Le Moine z domu Anna Bergström, znana także pod nazwiskiem Svärd (ur. 30 października 1973 w Sveg) – praworęczna szwedzka curlerka, dwukrotna mistrzyni olimpijska.
Treningi rozpoczęła w 1987 w miejscowym klubie Svegs Curling Klub. W 1992 by studiować przeprowadziła się do Sztokholmu. Od 2003 reprezentowała Härnösandas Curling Klub, grała na pozycji otwierającej u Anette Norberg. Z zawodu jest inżynierem ze specjalizacją genetyka.
23 maja 2010 Anna wraz z Cathriną Lindahl i Evą Lund postanowiła zakończyć karierę sportową, jednak zapowiedziała przy tym, że może powrócić do uprawiania curlingu.

## Drużyna
|           | Czwarta            | Trzecia            | Druga            | Otwierająca      |
| --------- | ------------------ | ------------------ | ---------------- | ---------------- |
| 2003/2010 | Anette Norberg     | Eva Lund           | Cathrine Lindahl | Anna Le Moine    |
| 2002/2003 | Mio Hasselborg     | Maria Zackrisson   | Ulrika Bergman   | Anna Le Moine    |
| 1997/2001 | Margaretha Lindahl | Ulrika Bergman     | Anna Bergström   | Maria Zackrisson |
| 1993/1995 | Ulrika Bergman     | Margaretha Lindahl | Anna Bergström   | Maria Zackrisson |
| 1992/1993 | Ulrika Bergman     | Margaretha Lindahl | Anna Bergström   | Elenor Mattsson  |

## Najważniejsze osiągnięcia
| Rok  | Zawody                      | Miejsce | Pozycja |
| ---- | --------------------------- | ------- | ------- |
| 1993 | Mistrzostwa Świata Juniorów | 5       | 2       |
| 1994 | Mistrzostwa Świata Juniorów | 3       | 2       |
| 1995 | Mistrzostwa Świata Juniorów | 2       | 2       |
| 1999 | Mistrzostwa Europy          | 2       | 2       |
| 2003 | Mistrzostwa Europy          | 1       | 1       |
| 2004 | Mistrzostwa Świata          | 6       | 1       |
|      | Mistrzostwa Europy          | 1       | 1       |
| 2005 | Mistrzostwa Świata          | 1       | 1       |
|      | Mistrzostwa Europy          | 1       | 1       |
| 2006 | Igrzyska Olimpijskie        | 1       | 1       |
|      | Mistrzostwa Świata          | 1       | 1       |
| 2007 | Mistrzostwa Świata          | 6       | 1       |
|      | Mistrzostwa Europy          | 1       | 1       |
| 2008 | Mistrzostwa Europy          | 2       | 1       |
| 2009 | Mistrzostwa Europy          | 5       | 1       |
| 2010 | Igrzyska Olimpijskie        | 1       | 1       |